# Manton Down
Manton Down (auch Manton Long Barrow oder Doghill Barrow genannt) lag bei Marlborough in Wiltshire in England und ist ein ausgegangener Langhügel. Im Südosten des Südost-Nordwest orientierten ovalen Langhügels lag eine einfache Kammer.
Glyn Daniel notierte 1950, dass der Hügel etwa 22 m lang, 10,5 m breit und einen Meter hoch war. Er wurde 1952 von einem neuen Pächter, dem nicht gesagt worden war, dass er von Bedeutung sei, abgetragen. 1955 führte Atkinson eine „Rettungsgrabung“ durch, versäumte jedoch die Erstellung eines Berichtes. In einer Grube auf dem Vorplatz waren der Schädel eines Ochsen und Scherben von Windmill Hill Ware begraben. Die Reste der Kammer waren im Inneren „nicht größer als einen Quadratmeter“. Es gab damals noch Spuren einer Steinpackung und einen erhaltenen Randstein. 
Mitte des 19. Jahrhunderts hatte Richard Colt Hoare (1758–1838) den Hügel noch als mit Randsteinen eingefasst beschrieben. Die Steine der Kammer lagen seit Jahrhunderten frei, wie eine Zeichnung aus dem späten 17. Jahrhundert zeigt. Auf der OS-Karte von 1815 wird sie als Cromlech und auf späteren Karten als Kistvaen (Steinkiste) bezeichnet. Beides ist unzutreffend.
Eine Zeit lang galt der Hügel als verschwunden. 2011 gab Paul Blades bekannt, dass er die Hügelreste, mit Brombeeren bedeckt, gefunden habe. Es gibt mindestens sechs große Sarsenplatten, die ungefähr 2 m lang sind, die größte misst 2,7 m. Wahrscheinlich handelt es sich um Steine aus dem Hügel, die mit einem Bulldozer dorthin bewegt wurden.
In der Nähe liegt der Manton Round Barrow.